# Lishán didán
Le lishán didán (לשן דידן) est une langue juive néo-araméenne, souvent appelée judéo-araméen, écrite avec l'alphabet hébreu. 
À l'origine elle était parlée dans l'Azerbaïdjan iranien, dans la région du lac Ourmia, de Salmas à Mahabad, c'est-à-dire dans une zone où existait également une population chrétienne assyrienne parlant une autre variante de néo-araméen, toutefois mutuellement inintelligible. La plupart des locuteurs vivent actuellement en Israël, où ils sont appelés « Kurdes » en raison de leur origine géographique. 
Le nom lishán didán signifie « notre langue », des dénominations alternatives étant lishanán (לשנן), « notre langue », et lishanid nash didán, « la langue de nous-mêmes ». Cette langue est également appelée targoumique en raison d'une longue tradition de traduction de l'hébreu vers l'araméen et de la fabrication de targoums.